# Österrike i olympiska vinterspelen 1994
Österrike deltog i olympiska vinterspelen 1994. Österrikes trupp bestod av 80 idrottare varav 65 män och 15 kvinnor. Den yngsta av Österrikes deltagare var Mario Stecher (16 år och 271 dagar) och den äldsta var Alfred Eder (40 år och 55 dagar).

## Medaljer

### Guld
- Alpin skidåkning
  - Slalom herrar: Thomas Stangassinger

- Hastighetsåkning på skridskor
  - 1 500 m damer: Emese Hunyady

### Silver
- Alpin skidåkning
  - Slalom damer: Elfi Eder

- Hastighetsåkning på skridskor
  - 3 000 m damer: Emese Hunyady

- Rodel
  - Singel herrar: Markus Prock

### Brons
- Alpin skidåkning
  - Storslalom herrar: Christian Mayer

- Backhoppning
  - Stora backen: Andy Goldberger
  - Lag: Andy Goldberger, Stefan Horngacher, Heinz Kuttin och Christian Moser

- Rodel
  - Singel damer: Andrea Tagwerker